# The Twilight Zone (serie de televisión de 1985)
The Twilight Zone (1985) -en España titulada Más allá de los límites de la realidad y en Hispanoamérica La dimensión desconocida- es la segunda etapa de la célebre serie de televisión homónima creada por Rod Serling en 1959, que forma parte de la franquicia The Twilight Zone. Al igual que su predecesora se trata de una serie de antología, con capítulos autoconclusivos, que aborda historias de ciencia ficción, fantasía y terror.
Esta segunda etapa se emitió durante dos temporadas a través de la red CBS, con capítulos de aproximadamente 50 minutos de duración, y una tercera temporada, con capítulos de aproximadamente 25 minutos de duración, destinada a su comercialización doméstica. En total consta de 65 capítulos.

## Historia
Tras el fallecimiento en 1975 de Rod Serling, creador y productor ejecutivo de la serie original, se empezó a plantear la opción de reactivar el formato para su vuelta a televisión. CBS, cadena que originalmente emitió la serie entre 1959 y 1964, decidió emitir la primera etapa de The Twilight Zone pero en formato de coproducción con la productora externa fundada por Serling y Buck Houghton. 
Pese a las positivas reacciones de crítica y público durante su emisión original CBS mantenía sus vacilaciones ante la posibilidad de crear una segunda etapa pese a las ofertas inicialmente del equipo de producción original de Serling y Houghton y, posteriormente, del cineasta estadounidense Francis Ford Coppola. Ello se debía a que la primera etapa de The Twilight Zone, pese a su buena acogida, no había sido el golpe de efecto que CBS pretendía y consideraban que una segunda etapa fuera mucho mejor. Harvey Shepard, jefe de programación de CBS, afirmó que la decisión de dar vía libre al proyecto se debió a que "Contábamos con el éxito de la serie original en la sindicación y con la enorme popularidad de las películas de Steven Spielberg. Muchas de ellas (como E.T., el extraterrestre o Poltergeist) hacen referencia a elementos de la serie. Tal vez el público estuviera listo para volver."
A pesar de la tibia respuesta obtenida por Twilight Zone: The Movie (1983), versión cinematográfica dirigida por John Landis, George Miller, Joe Dante y Spielberg de la serie original, CBS dio a la nueva The Twilight Zone luz verde en 1984 bajo la dirección de Carla Singer entonces Vicepresidente de Desarrollo de Drama. Si bien se decidió hacer en formato de coproducción con Canadá y Reino Unido. "The Twilight Zone fue una serie siempre me ha gustado cuando era niña... y en ese momento sonó como un reto interesante."
Para la realización se contrataron a cineastas ya consagrados entonces como Wes Craven o William Friedkin y a escritores como Harlan Ellison, George R. R. Martin, Rockne S. O'Bannon, Jeremy Bertrand Finch o Paul Chitlik. Entre el reparto figuraban estrellas como Bruce Willis, Helen Mirren, Season Hubley, Morgan Freeman, Martin Landau, Jonathan Frakes o Fred Savage. El nuevo tema musical fue compuesto por Jerry Garcia e interpretada por Grateful Dead. Reemplanzando en las funciones de narrador se contrató a Charles Aidman protagonista de dos episodios clásicos de la serie.
The Twilight Zone se emitió durante dos temporadas a través de la red CBS. Durante su mayor parte los episodios fueron de 50 minutos de duración aunque, a diferencia de la primera etapa que sólo incluía una historia por episodio, en esta ocasión se incluían de dos a tres historias diferentes por episodio. En el tramo final de la segunda temporada y durante la tercera temporada los episodios se ajustaron a una duración de 25 minutos. Esta tercera temporada, producida en Canadá, cuenta con la narración de Robin Ward. Sin embargo, a diferencia de los episodios presentados por Serling (en la primera etapa) y por Forest Whitaker (anfitrión de la tercera etapa de 2002), ni Aidman ni Ward aparecen en pantalla.

## Temporadas

### Primera temporada (1985-1986)
The Twilight Zone se estrenó la noche del 27 de septiembre de 1985 con una buena recepción por parte de la audiencia afianzándose en su horario de viernes a la noche en cuatro de sus primeras cinco semanas. Sus episodios ofrecían adaptaciones de cuentos de Harlan Ellison (cuyo Shatterday fue el episodio debut), Greg Bear, Ray Bradbury, Arthur C. Clarke, Robert McCammon y Stephen King. Este nuevo grupo de guiones se complementó con nuevas versiones de episodios clásicos de la serie como Dead Man’s Shoes, Shadow Play y Night of the Meek. Aunque el equipo de producción estaba convencido de que estaban tomando las decisiones correctas la audiencia en las siguientes semanas comenzó a descender. 
Posteriormente hubo un incidente durante la producción del episodio titulado Nackles. Los productores contrataron al escritor Harlan Ellison, especializado en literatura fantástica pero muy crítico con la televisión como medio, encargándole la elaboración del programa especial de Navidad de la serie. Se trataba de la adaptación de la historia breve del escritor Donald E. Westlake Nackles en el que un odioso padre abusivo asusta a los niños con historias de un anti-papá Noel malvado. La propuesta fue rechazada por la división de programas de la Costa Oeste de CBS. El segmento, que iba a suponer su debut como director, fue cancelado a mediados de producción pese a las modificaciones propuestas por Ellison, costándole al programa entre 150.000 y 300.000 dólares y motivó su renuncia como asesor creativo. El incidente Nackles tuvo repercusión en prensa pero resultó insuficiente para reavivar el interés del público en la serie. Sin embargo, pese a estos incidentes y al hecho de haber sido reubicado en la parrilla para comenzar a las 20:00h. en lugar de las 22:00h. originales, a principios de 1986 se produjo la renovación para una segunda temporada.
El escritor Michael Cassutt, integrante del grupo creativo, reflexionaba sobre esta primera temporada indicando "Puedo ver por qué se sintieron decepcionados personas que esperaban la vuelta de The Twilight Zone. El programa siempre me parecía desigual. Hubo episodios en perfecta consonancia con el espíritu de la serie y otros que podrían haber pertenecido a The Outer Limits o a cualquier otra cosa."

### Segunda temporada (1986-1987)
La segunda temporada comenzó con episodios en un formato de una hora pero acabó suspendida pocas semanas después de comenzada la emisión. CBS modificó su horario a los sábados por la noche provocando una caída de las audiencias. Cuando The Twilight Zone regresó en diciembre los episodios se acortaron a media hora y, generalmente, solamente contenían una historia. En febrero de 1987 se tomó la decisión de cancelar la serie y los episodios restantes se emitieron en verano uniendo varias historias para lograr una duración de una hora. La temporada 2 solo duró 11 episodios y varios de los episodios escritos pero no producidos se filmaron en la tercera temporada.
J. M. DeMatteis, escritor del episodio The Girl I Married, advertía que "Tengo la sensación de que el programa que aparecerá no tendrá mucha relación con lo que escribí. Descubrí que esta temporada, a diferencia de la anterior, donde el guión se consideraba casi sacrosanto, CBS realmente está interfiriendo mucho.(..) Independientemente, sé que hice un buen trabajo y fue una experiencia verdaderamente satisfactoria".

### Tercera temporada (1988-1989)
Tras lo sucedido en la segunda temporada CBS reemplazó al equipo de producción original y se propuso hacer una tercera temporada de treinta episodios de 22 minutos ya que, con ese formato, podía venderla para su emisión en sindicación. Robin Ward fue elegido para reemplazar a Aidman como el narrador de estos episodios producidos en Canadá, y también realizó el doblaje de los episodios de las anteriores temporadas cuando CBS los editó para su comercialización a otras televisiones.
Para liderar el equipo de guion los productores contrataron un nuevo grupo dirigido por el productor ejecutivo Mark Shelmerdine (Yo, Claudio) e integrado por los escritores Paul Chitlik, Jeremy Bertrand Finch y Joseph Michael Straczynski. Straczynski fue quien escribiera el mayor número de episodios de esa temporada y fue posteriormente nombrado editor. Harlan Ellison fue contratado nuevamente y escribió el que sería el penúltimo episodio de la serie, titulado Crazy as a Soup Sandwich.